# Eftaavtalet
Eftaavtalet, egentligen Fineftaavtalet, benämning på det avtal av den 27 mars 1961 genom vilket Finland inträdde som associerad medlem i Europeiska frihandelssammanslutningen (Efta), som bildats året innan. Enligt avtalet sänktes tullarna samma år med 30% på största delen av de varor som importerades från något av Eftaländerna. Tullsänkningen fortgick därefter gradvis, tills importen från dessa länder vid utgången av 1967 på vissa undantag när helt befriats från tullar och andra inskränkningar.
På grund av utrikespolitiska omständigheter och behovet att trygga handeln med det socialistiska östblocket ansågs det inte möjligt eller önskvärt för Finland att ansluta sig direkt till Efta. Något slag av arrangemang betraktades i alla fall som nödvändigt med tanke på behovet att inte utsätta den finländska skogsindustrin för ett sämre konkurrensläge än den svenska. Även inom den finländska hemmamarknadsindustrin hade man vaknat till insikt om att framtidsutsikterna inte var ljusa om man enbart förskansade sig bakom en tullmur och försummade att söka sig större marknader, trots att detta innebar att man måste öppna sin egen marknad för utländsk konkurrens. På det inrikespolitiska planet hade avtalet ett brett stöd, i stort sett endast folkdemokraterna motsatte sig det.
Då president Urho Kekkonen hösten 1960 fyllde 60 år och sovjetledaren Nikita Chrusjtjov anlände för att gratulera lyckades värden utverka något slag av klartecken för avtalsplanerna. I samband med Chrustjovs besök överlämnade Kekkonen en promemoria gällande regeringssituationen i Finland till representanter för den höge gästen. I denna skisserades olika regeringsalternativ fram till 1966 upp, samtidigt som det förutsattes att man skulle komma överens i presidentfrågan, det vill säga om att Kekkonen skulle återväljas. Presidenten involverade därmed den högsta sovjetledningen i planeringen av finländskt statsliv. Motivet till detta handlingssätt kan ha varit att Kekkonen ville knyta sitt eget återval till en positiv lösning kring Eftaavtalet, eller med andra ord att ett sovjetiskt godkännande skulle uppnås genom att han kvarstod på presidentposten. Den sovjetiske ambassadören i Finland fick omedelbart i uppdrag av sina överordnade att utreda hur detta skulle kunna uppnås. Detta var eventuellt en ouvertyr till den så kallade notkrisen.
Samtidigt som Finland slöt sitt avtal med Efta, kom man överens med Sovjetunionen att motsvarande tullsänkningar skulle gälla även för varor som importerades från detta land. Trots att Finland i ett kvartssekel formellt sett endast var associerad medlem i Efta, hade landet en ställning som helt kunde jämföras med de fullvärdiga medlemmarnas. Utan tilltro till Finlands neutralitet i både öst och väst hade avtalet inte kunnat ingås. Väst önskade därmed stärka Finlands position, och Sovjetunionen ville ha garantier för att den utrikespolitik som Kekkonen stod för skulle få en fortsättning. Först 1986 kunde Finland inträda i Efta som fullvärdig medlem, sedan det sovjetiska trycket avtagit.
För den finländska industrin innebar avtalet att dess alster fritt kunde säljas i de länder som hörde till Efta. Den finländska industrins avsättningsmöjligheter ökades i betydande grad, men å andra sidan fick man vidkännas skärpt konkurrens på hemmamarknaden. Exporten till Eftaländerna drygt tredubblades 1964–1969, medan importen från Efta till Finland växte nära 3½ gånger. Särskilt den så kallade nyexporten profiterade av frihandelsavtalet. Med denna term från 1960-talet avsågs utförsel från andra sektorer än den traditionellt exporterande skogsindustrin. Den största exportökningen noterades inom textil- och konfektionsindustrin, som tidigare var en typisk hemmamarknadsindustri. Allmänt taget innebar avtalet en livgivande injektion och stegrad industrialiseringstakt för det finländska näringslivet. Det kom att få stor betydelse särskilt för den internordiska handeln – inte minst för Finlands export på Sverige.
Från ingången av 1986 anslöt sig Finland alltså till Efta som fullvärdig medlem. Finland meddelade 1984 Sovjetunionen om sin avsikt att ta detta steg. Från sovjetiskt håll efterlystes diskussion om saken, men någon sådan kom aldrig i praktiken till stånd.